# Langham Place Office Tower
Langham Place Office Tower – wieżowiec w Hongkongu. Ta 59-piętrowa wieża została wybudowana w 2004 roku. Budowa rozpoczęła się w roku 1999, a zaprojektował ją Wong & Ouyang (HK) and The Jerde Partnership. Koszt budowy tego budynku wyniósł HK$10 300 000 000. Wieżowiec ma 59 pięter nad ziemią i 5 pod nią, które są wykorzystywane jak parking. Piętra nad ziemią są wykorzystywane w celach biurowych. Jego całkowita powierzchnia wynosi 93 153 m² Jest najwyższym budynkiem w Koulun.
Cały budynek jest pokryty odbijającym światło niebieskimi szkłem. Wieżowiec iluminuje w nocy w piątek, sobotę i niedzielę jako świetlne show powoli zmieniając kolory. 
Budynek ten pomaga zademonstrować konflikt dzisiejszego Koulun. Z jednej strony pozostało ruchliwym, zatłoczonym, mającym swoje osobliwości i szokującym zapachami. Z drugiej strony natomiast jest ono rzeczywistością współczesnych Chin: strzeliste wieżowce ze szkła, stali, i pysznienie się takimi budynkami jak Lahgam Place Office Tower.
W czasie jego budowy był to największy urbanistyczny projekt odnowienia Hongkongu w całej jego historii. Zwykło się mówić o terenie na którym stoi budynek „Mong Kok Six Streets”. W miejscu tym żyło niegdyś w swoich apartamentach 6000 osób. Podpisano z nimi umowę, oraz przesiedlono do innej części miasta, po to aby zrobić miejsce dla futurystycznego projektu rozwoju, który zabrał 16 lat, ponieważ wiele posiadłości musiano wykupić od wielu różnych właścicieli.
Wieżowiec jest usytuowany na skrzyżowaniu dwóch najbardziej zatłoczonych ulic Mong Kok: Aryle i Shanghai. Właściwe miejsce dla ukazania Hongkongu na rozdrożu brytyjskiej przeszłości i chińskiej przyszłości.